# Кумсай (Алгинський район)
Кумса́й (каз. Құмсай) — село у складі Алгинського району Актюбінської області Казахстану. Входить до складу Карахобдинського сільського округу.
До 2009 року село називалось Новосергієвка.
Населення — 132 особи (2021; 226 у 2009, 435 у 1999, 365 у 1989).